# Райхсгау Відень
Увага:  Не вказане значення "common_name"

Райхсгау Відень (нім. Reichsgau Wien) — одне з сімох райхсгау в Австрії часів націонал-соціалізму, утворене 1 травня 1939 року на анексованій 1938 року нацистською Німеччиною території Федеративної держави Австрія. Охоплювало територію Великого Відня. Існувало до закінчення Другої світової війни в Європі.

## Історія
Гау НСДАП для міста Відня засновано 1926 року, а 1931 року за Альфреда Фрауенфельда керівництво гау розташувалося у Маріагільфі за адресою Гіршенґассе, 25, у так званому «будинку Адольфа Гітлера». Через заборону партії в 1933 році НСДАП до 1938 року працювала нелегально.
13 березня 1938 Відень, як і вся тодішня Австрія, увійшов до складу Третього Райху. 15 жовтня 1938 року відбулося розширення міста за рахунок прилеглих комун Нижнього Дунаю: до Відня приєднано громади Андерсдорф, Брайтенлее, Есслінг, Франценсдорф, Гернсдорф, Глінцендорф, Гросс-Енцерсдорф, Гросгофен, Маннсдорф, Мюляйтен, Обер-Гаузен, Пробстдорф, Раасдорф, Рутцендорф, Шенау, Зейрінг, Зюсенбрунн і Віттау з адміністративного округу Флоридсдорф-Умгебунг, громади Бізамберг, Енцерсфельд, Фландорф, Гагенбрунн, Кляйн-Енгерсдорф, Кенігсбрунн, частково Ланг-Енцерсдорф і повністю Штаммерсдорф з адміністративного округу Корнойбург, громади судового округу Клостернойбург, окрім частини громади Кріцендорф, з адміністративного округу Тульн і громади судового округу Швехат, за винятком комуни Енцерсдорф-ан-дер-Фіша, з адміністративного округу Брук-ан-дер-Лайта. Утворений таким чином Великий Відень 1 травня 1939 року перетворено на райхсгау Відень. 

## Керівництво
Гауляйтерами НСДАП у Відні (а з 1939 року одночасно і райхсштатгальтерами відповідного райхсгау) були:
- 1926: Роберт Дерда
- 1928: Евген Верковіч
- 1930: Альфред Фрауенфельд
- 1937: Леопольд Тавс
- 1938: Франц Ріхтер[4]
- 1938: Оділо Глобочник
- 1939: Йозеф Бюркель
- 1940: Бальдур фон Ширах

Заступником гауляйтера був бригадефюрер СС Карл Шаріцер, а заступником райхсштатгальтера — президент округу Ганс Дельбрюгге.